# Маріса Беренсон
Вітторія Маріса Скіапареллі Беренсон (англ. Vittoria Marisa Schiaparelli Berenson; нар. 15 лютого 1947, Нью-Йорк) — американська акторка та модель.

## Життєпис
Народилась 15 лютого 1947 року у Нью-Йорку в родині американського дипломата Роберта Л. Беренсона (литовського єврея за походженням) та світської особи Гого Скіапареллі (уроджена графиня Марія Луїза Івонн Радха де Вендт де Карлюр) змішаного італо-швейцарсько-франко-єгипетського походження. Бабуся з материнського боку — Ельза Скіапареллі, видатний модельєр, дід — граф Вільгельм де Вендт де Карлюр, теософ. Двоюрідні прадіди — італійський астроном Джованні Скіапареллі, який першим описав марсіанські канали, та американський художній критик Бернард Беренсон, молодшою сестрою якого була Сенда Беренсон, спортивний педагог, укладач правил жіночого баскетболу, одна з перших двох жінок включених до Зали слави баскетболу. Молодша сестра Маріси — Беррі Беренсон, акторка, фотограф та модель, дружина Ентоні Перкінса, мати режисера Оза Перкінса та музиканта Елвіса Перкінса.
У 1960-х, розпочавши кар'єру моделі в підлітковому віці, Маріса Беренсон була помічена Діаною Вріланд, редактором «Vogue», завдяки чому швидко стала однією з найуспішніших та високооплачуваних моделей свого часу, з'являючись на обкладинках «Vogue», «Тайм» та інш. 1967 року дебютувала як акторка в телесеріалі «Коронет Блю». На початку 1970-х зіграла у таких відомих фільмах як «Смерть у Венеції» Лукіно Вісконті, «Кабаре» Боба Фосса та «Баррі Ліндон» Стенлі Кубрика. Роль Наталії Ландауер, вишукано-простодушної спадкоємиці заможної єврейської родини в Берліні часів становлення Третього Рейху («Кабаре»), принесла їй премію Національної ради кінокритиків США у категорії Найкраща акторка другого плану, а також номінації в цій же категорії на премії Золотий глобус та BAFTA. Пізніше знімалася в багатьох американських та європейських фільмах та серіалах.

## Особисте життя
1976 року Беренсон вступила у шлюб з фабрикантом Джеймсом Ренделлом. Їхня дочка Старлайт Мелоді Ренделл народилась 1977 року. Розлучилися 1978 року.
1982 року другим чоловіком акторки став адвокат Аарон Річард Голуб. Розлучилися 1987 року.
Її молодша сестра Беррі Беренсон загинула під час теракту 11 вересня 2001 року, — вона була в числі пасажирів рейсу 11 American Airlines, першого захопленого терористами пасажирського літака, скерованого ними на Північну вежу Всесвітнього торгового центру у Нью-Йорку. За збігом обставин сама Маріса в цей же час летіла з Парижу до Нью-Йорка. Пізніше в інтерв'ю телерадіомережі CBS вона розповіла, що відчула, коли кілька годин потому її літак вимушено приземлився на Ньюфаундленді, після чого їй зателефонувала дочка і повідомила про загибель сестри: «В мене є надія і велика віра. Мабуть, тільки так і можна пережити трагедії. Якщо в тебе є віра».

## Вибрана фільмографія
| Рік       |    | Українська назва                       | Оригінальна назва                 | Роль                   |
| --------- | -- | -------------------------------------- | --------------------------------- | ---------------------- |
| 1967      | с  | Коронет Блю                            | Coronet Blue                      | Мері                   |
| 1971      | ф  | Смерть у Венеції                       | Morte a Venezia                   | фрау фон Ашенбах       |
| 1972      | ф  | Кабаре                                 | Cabaret                           | Наталія Ландауер       |
| 1973      | ф  | Один зі способів бути жінкою           | Un modo di essere donna           | Сибілла Ферранді       |
| 1975      | ф  | Баррі Ліндон                           | Barry Lindon                      | леді Гонорія Ліндон    |
| 1977      | ф  | Казанова і компанія                    | Casanova & Co                     | дружина халіфа         |
| 1979      | ф  | Риба-вбивця                            | Killer Fich                       | Енн                    |
| 1980      | тф | Виграти час                            | Flaying for Time                  | Єлизавета              |
| 1980      | тф | Турист                                 | Tourist                           | Меріен                 |
| 1981      | ф  | Сучий син                              | S.O.B.                            | Мевіс                  |
| 1983      | с  | Милий друг                             | Bel-Ami                           | Клотильда де Марель    |
| 1984      | ф  | Арбалет                                | L'Arbalète                        | Арбалет                |
| 1984      | ф  | Заплющуючі очі                         | La tête dans levsac               | Віра                   |
| 1984      | ф  | Таємний щоденник Зигмунда Фройда       | The Secret Diary of Sigmund Freud | Емма Геррман           |
| 1985      | с  | Зрівнювач                              | The Equaliser                     | Андреа Браун           |
| 1986      | с  | ABC: після школи                       | ABC Afterschool Special           | Ліз Чайлдс             |
| 1986      | ф  | Віа Монтенаполеоне                     | Via Montenapoleone                | Франческа              |
| 1986      | с  | Гріхи                                  | Sins                              | Люба Черіна            |
| 1986      | с  | Хто тут босс?                          | Who's the Boss?                   | Женев'єва Пешер        |
| 1986      | ф  | Нетаємне бажання                       | Flagrant désir                    | Жанна Барнак           |
| 1987      | с  | Наліво і направо                       | Lo scialo                         | Ніна                   |
| 1988      | с  | Війна шпигунів                         | Guerra di spie                    | Ізабелла де Амбросіс   |
| 1989      | с  | Гемінгвей                              | Hemingway                         | Пауліна Пфайфер        |
| 1980      | с  | Океан                                  | Oceano                            | Муньєка Чавес          |
| 1990      | ф  | Білий мисливець, чорне серце           | White Hunter, Black Heart         | Кей Гібсон             |
| 1990      | ф  | Нічний циклон                          | Night of the Cyclone              | Франсуаза              |
| 1990      | тф | Приємної ночі                          | Passez une bonne nuit             | Барбара Дженкінс       |
| 1991      | тф | Дитя вовків                            | L'enfant des Loups                | Радегонда              |
| 1992      | ф  | Вишневий сад                           | Il gardino dei ciliegi            | Шарлотта               |
| 1992      | тф | Знаменитість                           | Notorious                         | Катаріна Себастьян     |
| 1992      | с  | Вона написала вбивство                 | Murder, She Write                 | Клаудія Кемерон        |
| 1993      | ф  | Вітри з півдня                         | Venti del Sud                     | Анн де Буа             |
| 1995      | ф  | Великий білий з Ламбарену              | Le grand blanc de Lambaréné       | Гелена Швейцер         |
| 1995      | с  | Смуток Бельгії                         | Het verdriet van Belgiё           | мадам Лаура            |
| 1996      | с  | Мегре                                  | Maigret                           | мадам Кросбі           |
| 1997      | ф  | Вони                                   | Elles                             | Хлоя                   |
| 1998      | ф  | Багатії, красунечки та інше            | Riches, belles, ets               | Алізі                  |
| 1998      | тф | Віднині й навіки                       | Maintenant et pour toujours       | Маріанна               |
| 2000      | ф  | Повернення до життя                    | Retour a la vie                   | Стефані                |
| 2000      | ф  | Вбивство в прайм-тайм                  | Primtime Murder                   | Марта Вертер           |
| 2000      | ф  | Фотограф                               | The Photographer                  | Джулі Морріс           |
| 2001      | ф  | Ліза                                   | Lisa                              | княгиня Марушка        |
| 2004      | с  | Комісар Валанс                         | Commissare Valence                | мадам Ірен             |
| 2004      | тф | Жюлі, шевальє де Мопен                 | Julie, chevalier de Maupin        | мадам де Ментенон      |
| 2005      | ф  | Бути Стенлі Кубриком                   | Color Me Cubrick                  | Алекс Вічелл           |
| 2005      | с  | Венера і Аполлон                       | Venus & Apollon                   | Альбіна де Брез        |
| 2005      | ф  | Найкращий день у моєму житті           | Le plus beau jour de ma vie       | Барбара                |
| 2006—2007 | с  | Мафіоза                                | Mafiosa                           | Катерина Паолі         |
| 2008      | ф  | Проголосуй і помри: Ліста в президенти | Vote and Die: Liszt for President | доктор Елізабет Дайсон |
| 2009      | ф  | Кіноман                                | Cinéman                           | леді Ліндон            |
| 2009      | ф  | Я — це кохання                         | Io sono l'amore                   | Аллегра Реккі          |
| 2010      | ф  | Апостол                                | The Disciple                      | Марія                  |
| 2010      | ф  | Весілля та інші неприємності           | Matriamoni e altri disagtri       | Лукреція               |
| 2011      | ф  | Жигола                                 | Gigola                            | Соланж                 |
| 2013      | ф  | Як вкрасти діамант                     | The Love Punch                    | Катрін                 |
| 2013      | ф  | Опіум                                  | Opium                             | маркіза Казаті         |
| 2018      | с  | Оксамитова колекція                    | Velvet Colección                  | Сандра Петрібелло      |
| 2021      | ф  | Прекрасне дитя                         | Belle enfant                      | Розалін                |
| 2022      | тф | Жульєт у ванній                        | Juliette dans son bain            | Вероніка Кандіотіс     |
| 2022      | ф  | Коннемара                              | Connemara                         | королева               |
| 2022      | ф  | Затока                                 | The Bay                           | леді Енн Кавендіш      |
| 2023      | ф  | Догмен                                 | DogMan                            | аристократка           |

## Ролі у театрі
- 1980 — «Канікули» (Філіпп Беррі) — Джулія Сетон
- 2001 — «Плани на життя» (Ноел Ковард) — Грейс Торренс
- 2016 — «Ромео і Джульєтта» (Вільям Шекспір) — леді Капулетті

## Нагороди та номінації
Національна рада кінокритиків США
- 1972 — Найкраща акторка другого плану («Кабаре»).

Золотий глобус
- 1973 — Номінація на найкращу акторку другого плану («Кабаре»).
- 1973 — Номінація на найкращу акторку-новачка («Кабаре»).

BAFTA
- 1973 — Номінація на найкращу акторку другого плану («Кабаре»).